# Anastoechus zimini
Anastoechus zimini är en tvåvingeart som beskrevs av Paramonov 1940. Anastoechus zimini ingår i släktet Anastoechus och familjen svävflugor. Inga underarter finns listade i Catalogue of Life.